# Пивань
Пива́нь — село в Комсомольском районе Хабаровского края. Административный центр и единственный населённый пункт сельского поселения «Село Пивань».

## География

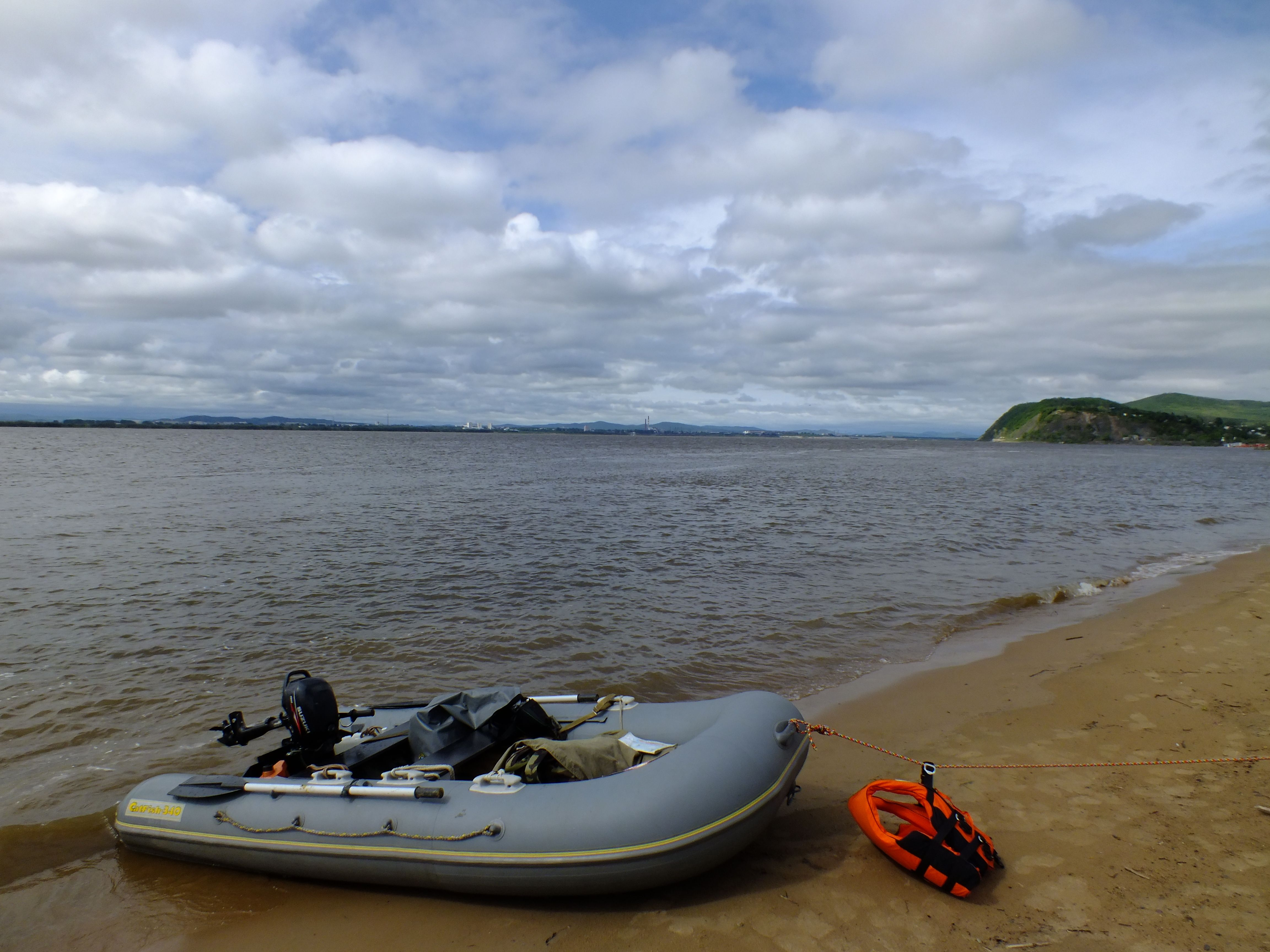
На правом берегу Амура — Пивань, на левом берегу — Комсомольск-на-Амуре.

Село расположено в 20 км к юго-востоку от Комсомольска-на-Амуре, на правом берегу реки Амур. На юге поселение граничит с сельским поселением «Село Верхняя Эконь».
Площадь сельского поселения «Село Пивань» составляет 1392 гектара. На территории сельского поселения находится крупный дачный посёлок (численность садоводов более 1000 человек).
На территории сельского поселения расположена железнодорожная станция Пивань Комсомольского региона ДВЖД (линия Комсомольск-на-Амуре — Советская Гавань).
Автомобильное сообщение — по мосту у Комсомольска-на-Амуре.

## История
Основано в 1860 году, как стойбище коренных жителей Амура. С 1932 года вошло в пригородную зону строящегося Комсомольска-на-Амуре. С 1954 года — рабочий посёлок. В 1976 году передан из города в Комсомольский район. С 1 января 1997 года рабочий посёлок стал селом.

## Население
| 1915  | 1959  | 1970  | 1979  | 1989  | 1992  | 2002  |
| ----- | ----- | ----- | ----- | ----- | ----- | ----- |
| 29    | ↗4168 | ↘2639 | ↘2068 | ↘1722 | ↘1700 | ↘1683 |
| 2010  | 2011  | 2012  | 2013  | 2014  | 2015  | 2016  |
| ↗1754 | ↗1768 | ↗1845 | ↗1900 | ↗1948 | ↘1932 | ↘1823 |
| 2017  | 2018  | 2019  | 2020  | 2021  |       |       |
| ↘1743 | ↘1721 | ↗1770 | ↗1794 | ↘1730 |       |       |

## Пивань-1
Недалеко от Пивани находится Пивань-1, где расположен восточный контрольный центр спутниковой системы Око-1 (спутниковая система), которая наблюдает за запуском баллистических ракет из других стран, нацеленных на Россию. 